# Vidmar
Vidmar je 9. najpogostejši priimek v Sloveniji, ki ga je po podatkih Statističnega urada Republike Slovenije na dan 31. decembra 2007 uporabljalo 3.938 oseb, na dan 1. januarja 2011 pa 3.928 oseb.

## Znani slovenski nosilci priimka
- Andrej Vidmar (* 1956), hokejist
- Andreja Kavar Vidmar (*1938), strokovnjakinja za socialno pravo in politiko
- Anton Vidmar (1890–1967), duhovnik
- Anton (Tone) Vidmar - Luka (1917–1999), partizanski poveljnik, narodni heroj, polkovnik JLA
- Anton (Toni) Vidmar (* 2000), biatlonec
- Arijana Vidmar (* 1996), nogometašica
- Barbara Vidmar, vodja Zavoda za varstvo narave
- Bogdan Vidmar (*1965), duhovnik in publicist, vikar koprske škofije za evr. prestolnico kulture 2025
- Bojan Vidmar (1926–2011), ekonomist, gospodarstvenik
- Ciril Vidmar (1899–1982), založnik (in šahist)
- Constantin Vidmar (1851–1937), duhovnik in teološki pisatelj
- Cvetko Vidmar (1932–2021), dr. prava, zgodovinski publicist
- Damjan Vidmar (1961–1992), alpinist
- Domen Vidmar, judoist (drug = zobozdravnik)
- Drago Vidmar (1901–1982), slikar
- Gaj Vidmar (* 197#?), psiholog, statistik
- Gašper Vidmar (* 1987), košarkar
- Ičo (Igor) Vidmar (* 1960), sociolog popularne glasbe, glasbeni publicist
- Igor Vidmar (* 1950), glasbeni organizator, promotor in publicist; politični komentator
- Igor Vidmar (* 1963), kulturni novinar v Novem mestu, plavalec
- Ivan Vidmar (1892–1971), pilot, letalec
- Ivana Skrbinšek (r. Vidmar) (1893—1988), 1. žena Milana Skrbinška; sestra Milana, Josipa idr. Vidmarjev
- Janja Vidmar (* 1962), (mladinska) pisateljica
- Jernej Vidmar (1802–1883), škof
- Josip Vidmar (starejši) (1859–1950), dežnikarski mojster, podjetnik
- Josip Vidmar (1895–1992), literarni kritik, esejist, prevajalec, kulturnik, akademik in politik
- Josipina Vidmar (1860–1922), podjetnica in feministka
- Jože Vidmar (* 1942), zdravnik medicine športa
- Jože Vidmar (* 1963), kanuist
- Kaja Vidmar, plesalka in igralka
- Ksenija Vidmar Horvat (* 1966), sociologinja, univerzitetna profesorica
- Leon Vidmar (* 1980), filmski animator, režiser
- Lev Vidmar (* 1985?), teoretični fizik, univ. prof.
- Ludvik Vidmar (* 1943), zdravnik infektolog
- Luka Vidmar (* 1977), umetnostni in literarni zgodovinar
- Luka Vidmar (* 1986), hokejist
- Magdalena Vidmar (* 1949), veterinarka (čebele, ribe)
- Maja Vidmar (* 1961), pesnica
- Maja Vidmar (* 1985), športna plezalka
- Marijan Vidmar (* 1936–), generalmajor JLA
- Marjan Vidmar (1923–2011), muzealec, ravnatelj Tehniškega muzeja Slovenije
- Marjan Vidmar (1949–2024), pravnik, politik
- Marjan Vidmar (* 1960), biatlonec
- Maruša Vidmar (r. Berginc) (* 1944), baletna plesalka
- Matija Vidmar, matematik,
- Matjaž Vidmar (* 1959), elektronik, univ. prof.
- Met(od)a Vidmar (1899–1975), plesna umetnica in pedagoginja
- Miha Vidmar (* 1997), nogometaš
- Milan Vidmar (1885–1962), elektroinženir, univerzitetni profesor, šahovski velemojster, akademik
- Milan Vidmar (mlajši) (1909–1980), elektroinženir, šahist, sin Milana Vidmarja starejšega
- Milan Vidmar (* 1942), kanuist
- Nada Vidmar (rojena Stritar) (1917–1990), operna pevka, altistka
- Nadja Vidmar Markovčič (1942–2017), igralka, lutkarica
- Nande Vidmar (1899–1981), slikar
- Nejc Vidmar (* 1989), nogometaš
- Peter Vidmar (* 1977), pomorsko-prometni strokovnjak, dekan FPP
- Petra Vidmar, tolkalistka
- Polona Vidmar (* 1971), umetnostna zgodovinarka, univ. prof.
- Roman Vidmar (1941–1996), veterinar
- Silvan Vidmar (1929–2018), gradbenik, univerzitetni profesor
- Simona Vidmar Čelik, umetnostna kustosinja
- Stane Vidmar (1891–1957), telovadec, podjetnik in gospodarstvenik
- Stane Vidmar (* 1956), glasbenik, pevec
- Tadej Vidmar (* 1969), pedagog, zgodovinar pedagogike
- Taja Vidmar-Brejc (1947–2016), umetnostna zgodovinarka in galeristka
- Tit Vidmar (1929–1999), novinar, pesnik
- Tone Vidmar (* 1952), elektronik, informatik, prof. FRI
- Uroš Vidmar (* 1980), hokejist
- Urša Vidmar, baletna plesalka
- Vida Vidmar (rojena Lajovic) (1925–2015), podjetnica, zdravilka (v Braziliji od 1980)
- Vinko Vidmar (1853–1879), potopisec
- Vinko Vidmar (* 1933), stomatolog, protetik
- Vladimir Vidmar (1936–1996), pravnik, borec za pravice invalidov
- Vladimir Vidmar (* 1982), filozof, umetnostni publicist, svobodni kustos
- Vojko Vidmar (* 1948), baletnik
- Živa Vidmar (* 1949), urednica, publicistka

## Znani tuji nosilci priimka
- Aurelio Vidmar (* 1967), avstralski nogometaš slovenskega rodu
- Peter Vidmar (* 1961), ameriški telovadec slovenskega rodu
- Tony Vidmar (* 1970), avstralski nogometaš slovenskega rodu